# Alan
Alan může také označovat příslušníka kmenového svazu Alanů.
Alan je mužské jméno keltského původu a vykládá se jako svornost, soulad. Jméno Alena je podle některých výkladů jeho ženskou odvozeninou. Podle českého občanského kalendáře má jmeniny 14. srpna.
V bretonštině to původně znamenalo jelen, příbuzný s velšským alan, v moderní velštině elain "mladý jelen". Nakonec je to odvozeno prakeltsko-indo-evropského slova *el-Hn- "jelen", "laň".
Například, v moderní irské gaelštině slovo ailín je odvozeno ze zdrobněliny ail, což znamená "vznešený", "skálu".
Další podobně vypadající slovo v iršině je álainn a ve skotské gaelštině álainn, vykládající se jako "krásný".

## Domácké podoby
Alánek, Al, Alda, Alďa, Aloušek, Ála, Alík, Alíček, Ali

## Statistické údaje
Následující tabulka uvádí četnost jména v ČR a pořadí mezi mužskými jmény ve srovnání dvou roků, pro které jsou dostupné údaje MV ČR – lze z ní tedy vysledovat trend v užívání tohoto jména:
| Rok       | Četnost   | Pořadí   |
| 1999      | 881       | 163.     |
| 2002      | 901       | 162.     |
| Porovnání | o 20 více | o 1 lépe |
| 2006      | 1 001     | 173.     |
| 2013      | 1 149     | 388.     |

Změna procentního zastoupení tohoto jména mezi žijícími muži v ČR (tj. procentní změna se započítáním celkového úbytku mužů v ČR za sledované tři roky 1999-2002) je +3,0%.

## Alan v jiných jazycích
- Slovensky, polsky, srbocharvátsky, nizozemsky: Alan
- Maďarsky: Alán
- Italsky, španělsky: Alano
- Francouzsky: Alain
- Anglicky: Alan nebo Allan
- Latinsky: Alanus

## Slavní Alanové
- bl. Alan ze Solminihalaku
- Alan Alda – americký herec
- Alan Douglas Borges de Carvalho – brazilský fotbalista
- Alan IV. Bretaňský – vévoda bretaňský, účastník první křížové výpravy
- Alan Francis Brooke – britský maršál
- Alan Cox – programátor
- Alan Marshall – australský spisovatel
- Alan Moore – tvůrce komiksů
- Alan Rickman – britský herec
- Alan Turing – britský matematik
- Alain Delon – francouzský herec
- Alan Jones – pilot Formule 1
- Alan Kostelecky – významný fyzik
- Alan III. Bretaňský
- Alan Walker – DJ